# Campionati del mondo di atletica leggera indoor 2012 - 60 metri ostacoli maschili
La gara dei 60 metri ostacoli maschili dei mondiali indoor di Istanbul 2012 si è svolta venerdì 9 marzo, con le qualificazioni e domenica 11 marzo, alle ore 17:20 locali, la finale.

## Qualificazioni

### Finale

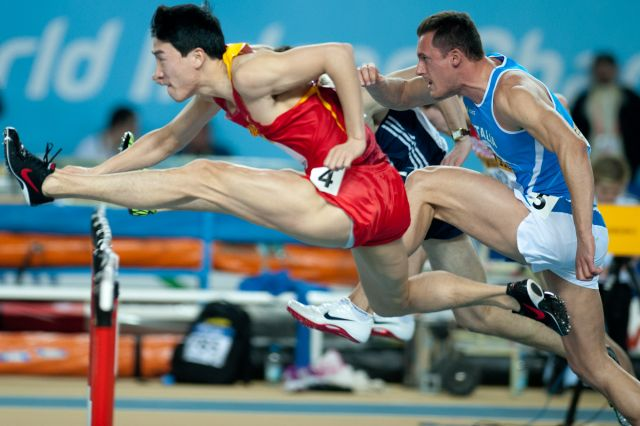
Liu Xiang precede Emanuele Abate in una fase della finale.

| Pos. | Atleta                  | Prestazione | Note                          |
| ---- | ----------------------- | ----------- | ----------------------------- |
| 1    | Aries Merritt           | 7"44        |                               |
| 2    | Liu Xiang               | 7"49        |                               |
| 3    | Pascal Martinot-Lagarde | 7"53        |                               |
| 4    | Andrew Pozzi            | 7"58        |                               |
| 5    | Konstantin Shabanov     | 7"60        | Miglior prestazione personale |
| 6    | Emanuele Abate          | 7"63        |                               |
| 7    | Lehann Fourie           | 7"69        |                               |
| 8    | Artur Noga              | 7"74        |                               |